# Православное исповедание Кафолической и Апостольской Церкви Восточной
«Православное исповедание Кафолической и Апостольской Церкви Восточной» — православный катехизис киевского митрополита Петра Могилы, Исаии Трофимовича-Козловского и Сильвестра Коссова. Катехизис был одобрен в 1640 году на соборе в Киеве, а затем в 1642 на соборе в Яссах. Этот текст на протяжении долгого времени считался самым авторитетным изложением православной веры.

## История издания
Первоначально «Православное исповедание» было составлено на латинском языке киевским митрополитом Петром Могилой, а также его помощниками Исаией Трофимовичем-Козловским и Сильвестром Коссовым. В 1640 году Петр Могила собрал собор в Киеве на котором «Православное исповедание» было одобрено. Затем оно было направлено на утверждение Константинопольскому патриарху Парфению, а тот в свою очередь передал его на рассмотрение Поместному Собору в Яссах (1641—1642). На этом же соборе «Православное исповедание» было переведено на греческий язык ученым Мелетием Сиригом. Затем, уже в 1643 году катехизис Петра Могилы был одобрен Константинопольским патриаршим письмом. Это письмо подписало четыре восточных патриарха и 22 архиерея.
В 1837 году по благословению Священного Синода «Православное исповедание» было переведено на русский язык и издано тиражом в 30000 экземпляров для распространения по всем церквям империи.

## Содержание
«Православное исповедание» разделяется на три части: вера, надежда и любовь. Первая часть содержит в себе изложение веры на основе Никео-Цареградского символа. Вторая часть учит о молитве на основе молитвы «Отче наш» и заповедей блаженств. Третья часть рассказывает о добродетелях и грехах на основании десяти заповедей.

## Оценки
Известный церковный историк митрополит Макарий Булгаков в 1848 году дал такую оценку «Православному исповеданию»:
«Православное Исповедание поистине составляет эпоху в… истории (православного богословия). Доселе сыны Церкви Восточной не имели особой символической книги, в которой бы могли находить для себя подробнейшее руководство, данное от имени самой Церкви, руководство в деле веры. Православное Исповедание Петра Могилы… явилось первою символическою книгою Восточной Церкви. Здесь в первый раз изложены все догматы от ее имени в возможной точности… Здесь, следовательно, дано подробнейшее и вместе надежнейшее руководство в деле веры, как всем православным, так, в частности, и православным богословам при обстоятельном раскрытии догматов».